# Domenico Cambieri
Domenico Cambieri (Lovere, 19 settembre 1914 – Lovere, 11 maggio 1988) è stato un canottiere italiano.

## Biografia
Nato il 19 settembre 1914 a Lovere, in provincia di Bergamo fu un atleta della Canottieri Sebino. La sua carriera sportiva inizia attorno al 1930, ma sarà subito dopo la fine della guerra che inizieranno ad arrivare i primi successi: con un terzo posto timonando il 4 iole con Bruno Macario, Ettore Arisi, Lino Botticchio e Reginaldo Polloni nel Campionato Alta Italia di Milano nel 1945.
Nell’anno successivo con lo stesso equipaggio vince la Milano-Gaggiano conquistando la Coppa Lorenzini e si aggiudica a Pallanza i Campionati Italiani del mare e con il 2 iole il Campionato Italiano. Nel 1947 vinse le gare nazionali di Salò e Milano coronando la stagione con l'argento nel quattro con agli Europei di Lucerna e con la qualificazione olimpica per Londra 1948, insieme a Reginaldo Polloni, Riccardo Cerutti, Francesco Gotti e Renato Macario, (tutti atleti della Canottieri Sebino).
A 32 anni partecipò ai Giochi olimpici di Londra 1948, nel quattro con, sempre insieme a Reginaldo Polloni, Riccardo Cerutti, Francesco Gotti e Renato Macario, passando le batterie con il tempo di 6'49"1 davanti all'Australia, i quarti di finale in 7'30"5 davanti alla Norvegia, ma uscendo in semifinale per mano della Svizzera con il tempo di 7'32"8. Dell'anno dopo è la vittoria alla Regata Internazionale di Castel Gandolfo del quattro con insieme a Ghidini, Gotti, Gualeni e Cerutti.
Nel 1951 vinse un'altra medaglia agli Europei, l'oro nel quattro con a Mâcon, insieme a Reginaldo Polloni, Guido Cristinelli, Angelo Ghidini e Francesco Gotti. Lo stesso anno conquistò altri due ori ai I Giochi del Mediterraneo ad Alessandria d'Egitto nel 4 con e nell'otto. A coronamento dell'annata, la Federazione Italiana Canottaggio assegna alla Canottieri Sebino la Coppa Italo Massajoli, quale Società che ha ottenuto il maggior successo sportivo nel canottaggio. Nel medesimo anno, dopo i successi ottenuti, la Gazzetta dello Sport titolò: «A Lovere si fa del calcio, del ciclismo, vi fiorisce una sezione del Moto Club Bergamo, si fa dell'alpinismo e dello sci; ma soprattutto si fa dell'eccellente Canottaggio».
Inoltre partecipò nel 1952 alle olimpiadi di Helsinki, in Finlandia, come timoniere di un altro quattro con, questa volta senza i suoi compagni e amici della Canottieri Sebino.
Una volta terminata la carriera sportivo iniziò a lavorare come sarto con il fratello Angelo che gestiva un negozio in piazza XIII Martiri a Lovere.

## Palmarès
- Campionati europei di canottaggio

Lucerna 1947: argento nel quattro con
Mâcon 1951: oro nel quattro con
- Giochi del Mediterraneo

Alessandria d'Egitto 1951: oro nel quattro con; oro nell'otto con